# Martí Vigo
Martí Vigo del Arco (Sesué, 22 december 1997) is een Spaans wielrenner en voormalig langlaufer die anno 2022 rijdt voor Drone Hopper-Androni Giocattoli.

## Carrière
Als langlaufer nam Vigo deel aan de 15 kilometer vrije stijl, waarin hij niet finishte, en de teamsprint tijdens de Olympische Winterspelen.
In 2020 begon Vigo met fietsen, waarna hij in november van dat jaar een tweejarig profcontract bij Androni Giocattoli-Sidermec tekende. In zijn eerste seizoen bij de ploeg nam hij onder meer deel aan de Ronde van Turkije.

## Wegwielrennen

### Ploegen
- 2021 –  Androni Giocattoli-Sidermec
- 2022 –  Drone Hopper-Androni Giocattoli

Alba · Bais · Benedetti · Bisolti · Cepeda (tot 31/7) · Chirico · Grosu · Holther · Marchiori · Marengo · Merchan · Muñoz · Piccolo (vanaf 24/6 tot 31/7) · Ponomar · Ravanelli · Restrepo · Rojas · Sepúlveda · Tagliani · Tesfatsion · Umba · Vigo · Zardini · Zurita